# 22-20s
22-20s est un groupe de rock britannique, originaire du Lincolnshire, en Angleterre. Formé en 2002, le groupe se sépare en 2005. Il se reforme en 2008, sans Coombes mais avec le guitariste Dan Hare et sort deux nouveaux albums avant de se séparer une deuxième fois en 2013.

## Biographie

### Première période (2002–2005)
Le groupe, dont le nom provient du titre d'une chanson de Skip James, se forme autour du chanteur-guitariste Martin Trimble et du bassiste Glen Bartup. Tous deux recrutent le batteur James Irving et le claviériste Charly Coombes pour former ce groupe aux influences rock, blues, folk et country.
Âgés de 19 ans, Trimble, Bartup et Barrett enregistrent une démo quatre pistes à Mansfield, Nottinghamshire avec Such A Fool, 22 Days and Devil in Me, sous 22-20s, nommé d'après le morceau 22-20 Blues de Skip James, et jouent plusieurs concerts, reprenant parfois Muddy Waters. Avec le départ de Barrett après un contrat infructueux, le groupe tourne en Europe en mai 2002, auquel ils jouent avec le futur batteur du groupe Dakota, Mick Nelson. James Irving, du groupe local indépendant Thunder Monkey se joint au groupe en août 2002,.
Le groupe publie son premier single, Such a Fool, en édition vinyle limitée 7" en avril 2003. le groupe sort ensuite son EP intitulé 05/03 (enregistré en mai 2003) en septembre 2003, une décision influencée par le fait que le groupe est mieux remarqué pour ses performances. Le groupe publie ensuite encore un album, homonyme, en septembre 2004. Malgré le fait que le groupe l'ait terminé en janvier, le mixage audio effectué par Rich Costey a été repoussé. L'album est produit par Brendan Lynch qui a autrefois travaillé avec Paul Weller et Primal Scream. Les deux albums sont bien accueillis,,. Le groupe tourne au Royaume-Uni, aux États-Unis, en Australie, au Japon et en Europe, et jouent en soutien à Oasis, Supergrass, Graham Coxon, The Black Crowes et Kings of Leon.
Le groupe sort son premier album, au titre homonyme, l'année suivante. L'album se classe à la 40e place de l'UK Albums Chart. En 2004 et 2005, quatre singles du groupe se classent dans le Top 50 britannique : Why Don't You Do It For Me? (#41), Shoot Your Gun (#30), 22 Days (#34) et Such a Fool (#29).

### Deuxième période (2008–2013)
Le groupe revient pour le Heavenly Festival en septembre 2008 organisé au Royal Festival Hall de Londres à la demande de Heavenly Records. Le groupe est rejoint par le second guitariste Dan Hare, un ami d'école et ancien membre de The Jubilees,. Coombes n'est pas présent, et n'est plus impliqué dans le groupe. Cependant, leur porte-parole révèle que le groupe ne prévoit pas de tourner.
Mais le groupe tourne en secret en Angleterre sous le pseudonyme Bitter Pills en septembre 2008. Sans annonce, le groupe sort un nouveau single, Latest Heartbreak, au sous-label d'ATO Records, TBD Records,, aux US le 29 décembre 2009. Un EP quatre pistes, Latest Heartbreak Live EP publié aux US le 9 mars 2010.
Un nouvel album, Shake/Shiver/Moan, est publié en mai 2010 au Japon chez Yoshimoto R and C,, qui atteint la deuxième place de l'International Rock Chart et aux US en juin. L'album est enregistré en 2009 et produit par Ian Davenport qui a travaillé avec Supergrass, Badly Drawn Boy et Band of Skulls.
En octobre 2010, le groupe sort Latest Heartbreak Live EP sur iTunes UK et entreprend sa première tournée sous le nom de 22-20s en Angleterre pour la première fois en cinq ans. Le groupe publie aussi Latest Outtakes au Japon, qui comprend des enregistrements des sessions Shake/Shiver/Moan, et joue quatre concerts au pays. En février 2011, une campagne aux dons sur PledgeMusic est lancée pour la sortie de Shake/Shiver/Moan en dehors des frontières japonaise et américaine.
En mars 2012, le groupe publie son troisième album studio, Got It If You Want It, au Japon et aux US chez TBD Records prévu pour le 24 juillet 2012. En novembre 2012, Trimble révèle que le groupe a arrêté de tourner. Le 27 mars 2014, le groupe annonce sur Facebook s'être séparé l'année précédente.

## Discographie
- 2004 : 22-20s
- 2010 : Shake/Shiver/Moan
- 2012 : Got It If You Want It